# Сметачна машина
 Тази статия е за предшествениците на компютрите.  За съвременните машини вижте Компютър.  
 Тази статия е за механичния калкулатор.  За електронния вижте Калкулатор.  
Сметачна машина е общо название на машини за автоматизация на пресмятанията, които използват механизми.

## История
Вилхелм Шикард, немски енциклопедист, проектира сметачна машина през 1623 г., която използва механизмите на Неперовите пръчици и я нарича „Изчисляващ часовник“. Тя умножава и дели седемцифрени числа. Има специален звънец, който предупреждавал при препълване. През 1624 г. обаче единствената машина е унищожена при пожар и се смята, че Шикард не е направил друга.
Още като младеж Блез Паскал започва пионерска работа, свързана с изчислителните машини и след три години усилия и 50 прототипа, през 1642 г. създава механичен калкулатор със сложен механизъм за пренасяне. В следващите 10 години той направил 20 такива машини, наречени калкулатор на Паскал (Паскалина). Тази машина може да събира и изважда две числа директно и да умножава и разделя чрез повторение. В нея е реализиран и механизъм за пренос. Тъй като за разлика от машината на Шикард, циферблатите на Паскал могат да се въртят само в една посока, като я нулират след всяко изчисление, от оператора се изисква да набере всички 9s и след това (метод на повторно нулиране) да разпространи пренасянето направо през машината. Това предполага, че механизмът за пренасяне би се доказал на практика многократно. Това е доказателство за качеството на Паскал, тъй като нито една от критиките на машината от 17-ти и 18-ти век не споменава проблем с механизма за пренасяне и въпреки това тя е била напълно тествана на всички машини, чрез нулирането им, през цялото време. В различни европейски музеи все още могат да бъдат видени 9 от тях.
Готфрид Лайбниц счита, че за истинските мъже е недостойно да губят часове в сметки, ако вместо това могат да се използват машини. През 1672 г. той изобретява цифрова механична сметачна машина с барабанен механизъм, наречена Stepped Reckoner. Намерението му е машината да може не само да събира и изважда, но и да извършва по-сложни операции с умножение и деление. Въпреки това Лайбниц не успява да създаде такъв успешен механизъм. Той обаче въвежда двоичната бройна система, залегнала в основата на всички модерни компютри.
Аритмометърът е първата автоматична сметачна машина за масова употреба, създадена от Чарлс Ксавиер Томас де Колмар през 1820 г. и продължила да съществува до края на века. Той може да събира, изважда, умножава чрез метода на калкулатора на Лайбниц, а при помощ от страна на човека може и да извършва деление. Това е най-надеждният калкулатор. Машините от този тип и конструкция, които заемат цяло бюро, се продават в продължение на 90 години.
Механични калкулатори с клавиши или ръчка се ползват широко в САЩ през 1920-те и 1930-те години, като най-известните производители са Burroughs, Marchant Calculating Machine Company, Felt & Tarrant Manufacturing Company, Monroe Calculating Machine Company и Remington Rand
Особено популярни поради високото си качество са механичните сметачни машини „Фацит“ (Facit). Различни механични сметачни машини са използвани до 1970 г. за счетоводни, научни и геодезически изчисления.

## Примери
- Антикитерски механизъм от около 150 г. пр.н.е. – можел е да изпълнява събиране, изваждане и деление
- Сумираща машина на Паскал (Паскалина) – аритметична машина, изобретена от Блез Паскал през 1643 г.
- Механичен калкулатор на Лайбниц (1673 г.)
- Машина на Вилхелм Шикард
- Аритмометър
- Сумираща машина

През 1948 австрийският изобретател Курт Херцщарк проектира миниатюрния калкулатор Curta: преносим ръчен механичен изчислителен уред, който може да събира, изважда, дели и умножава.
Най-сложните варианти на механични сметачни машини, допускащи и известно програмиране, са:
- Диференциална машина на Чарлз Бабидж
- Табулатор на Холерит
- Z1 двоична, електромеханична изчислителна машина с ограничена програмируемост на Конрад Цузе

В тези машини обаче програмите (поредицата от инструкции) и обработваните данни са две напълно различни неща: те могат да четат програми и входни данни, но могат да дават като резултат само данни.

## Агрегиране
Агрегиране или куплиране на сметачни машини е съединяването на счетоводни и сметачно-перфорационни машини за обща работа с цел повишаване техническо-експлоатационните им възможности. Счетоводни машини се агрегират с електронни умножаващи устройства, позволяващи производственото извършване на действието умножение, и с перфораторни устройства, чрез които информацията се регистрира с перфоленти или перфокарти. Някои сметачно-перфорационни машини се агрегират с изчислителни приставки или перфорационни машини с аналогична цел.